# Laniarius aethiopicus
El bubú abisinio  (Laniarius aethiopicus) es una especie de ave paseriforme de la familia Malaconotidae propia del Cuerno de África. 
Se consideraba conespecífico del bubú grande, el bubú de Cassin y el bubú somalí, que formaban un complejo de especies muy diverso, con numerosas subespecies y morfos, lo que representó un problema en su taxonomía.

## Descripción
El plumaje de sus partes superiores es negro, con una estrecha lista blanca en sus alas, que se extiende desde las coberteras medianas a las grandes, a veces llegando un poco a las rémiges secundarias. Sus partes inferiores son blanquecinas, con tonos rosados en pecho y vientre. Las plumas exteriores de su cola nunca tienen las puntas blancas. En promedio las hembras son algo más pequeñas que los machos, pero dado que las variaciones individuales son muy grandes a los efectos prácticos ambos sexos son de igual tamaño.